# Grabowy Las (województwo mazowieckie)
Grabowy Las – wieś w Polsce położona w województwie mazowieckim, w powiecie białobrzeskim, w gminie Stromiec.
Wieś wchodzi w skład sołectwa Podlesie Duże.
W latach 1975–1998 miejscowość administracyjnie należała do województwa radomskiego.
W miejscowości, początek bierze niewielka rzeka Dyga, dopływ Pilicy.
Wierni Kościoła rzymskokatolickiego należą do parafii św. Jana Chrzciciela w Stromcu.